# 215905 Andrewpoppe
215905 Andrewpoppe è un asteroide della fascia principale. Scoperto nel 2005, presenta un'orbita caratterizzata da un semiasse maggiore pari a 2,308033 UA e da un'eccentricità di 0,095601, inclinata di 2,974341° rispetto all'eclittica.